# Selci
Selci ("Sirgi" in dialetto sabino) è un comune italiano di 1 151 abitanti della provincia di Rieti nel Lazio.

## Geografia fisica

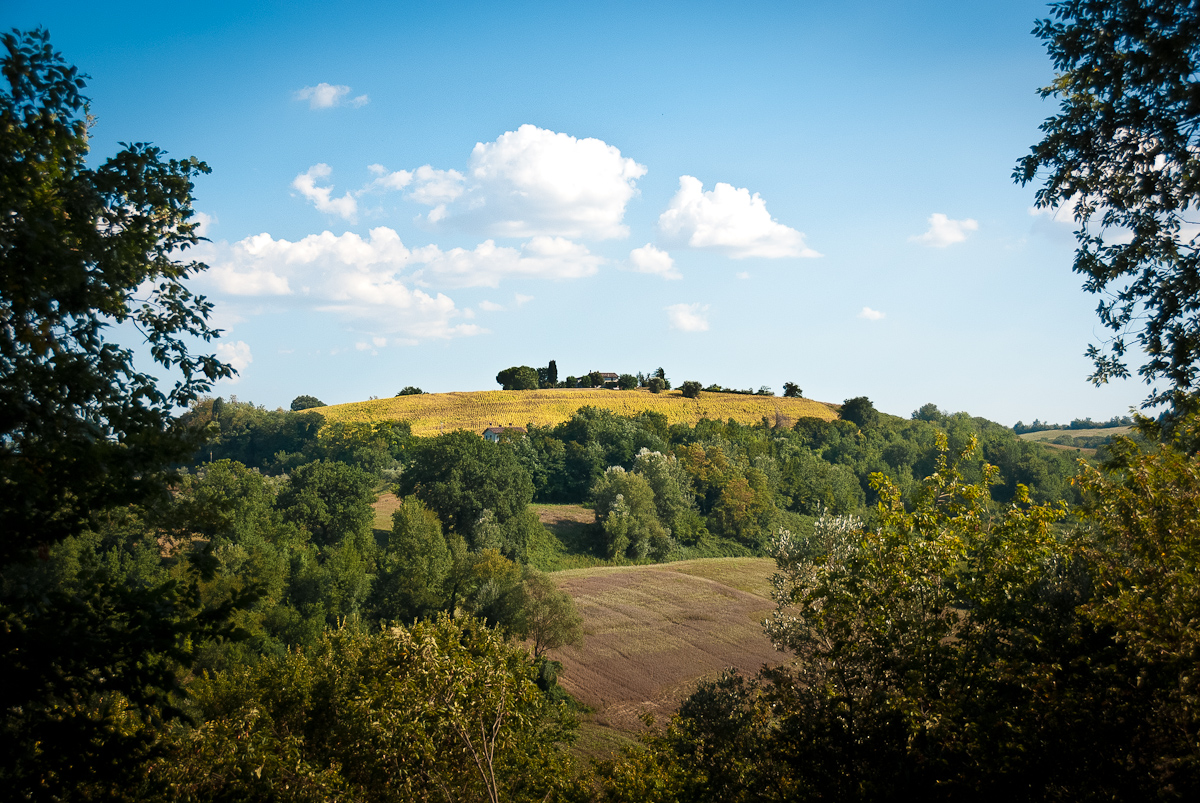
La campagna circostante a Selci

### Territorio
Selci sorge a 204 metri di altezza sul livello del mare, sulle propaggini occidentali dei monti Sabini.

### Clima
- Classificazione climatica: zona D, 1825 GR/G

## Storia
Le prime notizie del paese risalgono al XII secolo.
Nel XIV secolo divenne feudo degli Orsini, che lo detennero fino al 1596, quando fu ceduto ai Cesi. Alla fine del XVII secolo venne acquistato dai principi Vaini.
Dal 1722 al 1860 fu amministrato direttamente dalla Camera Apostolica.

### Simboli
(D.P.R. del 24 aprile 1997)
Il gonfalone è un drappo di bianco.

## Società

### Evoluzione demografica
Abitanti censiti

## Amministrazione
| Periodo | Periodo   | Primo cittadino   | Partito      | Carica  | Note |
| ------- | --------- | ----------------- | ------------ | ------- | ---- |
| 2009    | 2014      | Andrea Dotti      | lista civica | Sindaco |      |
| 2014    | 2019      | Egisto Colamedici | lista civica | Sindaco |      |
| 2019    | in carica | Egisto Colamedici | lista civica | Sindaco |      |

### Gemellaggi
- Viano

### Altre informazioni amministrative
Nel 1923 passa dalla provincia di Perugia in Umbria, alla provincia di Roma nel Lazio, e nel 1927, a seguito del riordino delle circoscrizioni provinciali stabilito dal regio decreto n. 1 del 2 gennaio 1927, per volontà del governo fascista, quando venne istituita la provincia di Rieti, Selci passa a quella di Rieti.